# Falloch
Falloch ist eine schottische Band aus Glasgow, deren Stil dem Blackgaze zugerechnet wird. Die Musik der Band weist Anleihen aus Post-Rock, Folk und Black Metal auf.
Ihr Debütalbum Where Distant Spirits Remain erfuhr durch die Fachpresse eine durchweg positive Resonanz.
Der Name Falloch ist dem gleichnamigen Wasserfall am Zufluss zum Loch Lomond entnommen und soll auf die Inspirationsquelle der Musiker referieren.

## Geschichte
Nachdem Andy Marshall und Scott McLean bereits gemeinsam in verschiedenen Bands Erfahrung gesammelt hatten, legten sie die Arbeit an anderen Projekten nieder und gründeten Falloch. Das Debütalbum Where Distant Spirits Remain wurde komplett unter eigener Regie in McLeans Garage aufgenommen und produziert. Lediglich das Mastering übernahm King-Crimson-Produzent Ronan Chris Murphy. Der Kontakt zu verschiedenen Labels hatte schließlich einen Vertrag mit Candlelight Records zur Folge und ermöglichte der Band eine internationale Rezeption. Seit den ersten Auftritten im November 2011 vervollständigen Ben Brown am Bass und Steve Scott am Schlagzeug die Live-Besetzung. Am 6. Juni 2012 gab Sänger Andy Marshall aus unbekannten Gründen seinen Austritt aus der Band bekannt. 

## Stil
Stilistisch bewegt sich Falloch zwischen Folk, Post-Rock und Black Metal. Alles lebt von der Atmosphäre. Kraftvolle Riffs wechseln sich mit zarten Flöten- und Streicherparts ab. Der größtenteils cleane Gesang tut dazu sein Übriges und verleiht dem druckvollen Sound ein charakteristisches, zerbrechliches Element. Die Anlehnungen an schottische Sphären sind unverkennbar.
Nach eigenen Angaben sieht sich die Band von Alcest, Drudkh, Primordial und den Deftones beeinflusst.

## Diskografie

### Singles
- 2011: Beyond Embers and the Earth

### Alben
- 2011: Where Distant Spirits Remain
- 2014: This Island, Our Funeral
- 2017: Prospice